# Cyphophthalmus eratoae
Espèce
Synonymes
- Siro eratoae Juberthie, 1968

Cyphophthalmus eratoae est une espèce d'opilions cyphophthalmes de la famille des Sironidae.

## Distribution
Cette espèce est endémique de Grèce.

## Systématique et taxinomie
Cette espèce a été décrite sous le protonyme Siro eratoae par Juberthie en 1968. Elle est placée dans le genre Cyphophthalmus par Boyer, Karaman et Giribet en 2005.

## Publication originale
- Juberthie, 1968 : « Documents faunistiques et écologiques. Description d'une nouvelle espèce de cyphophthalmes de Grèce: Siro eratoae n. sp. » Revue d’Écologie et de Biologie du Sol, vol. 5, no 3, p. 549–559.